# Dire Straits/Auszeichnungen für Musikverkäufe

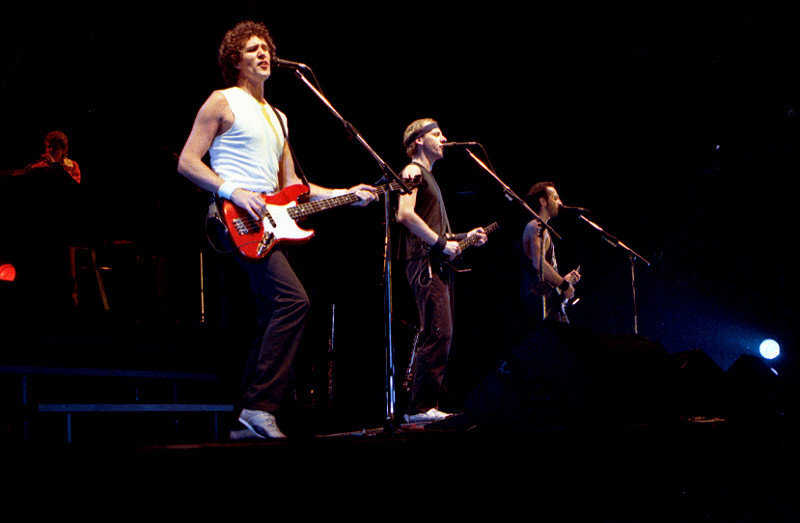
Dire Straits live in Drammenshallen, Norwegen (1985)

Dies ist eine Übersicht über die Auszeichnungen für Musikverkäufe der britischen Rock-Musikgruppe Dire Straits. Die Auszeichnungen finden sich nach ihrer Art (Gold, Platin usw.), nach Staaten getrennt in chronologischer Reihenfolge, geordnet sowie nach den Tonträgern selbst, ebenfalls in chronologischer Reihenfolge, getrennt nach Medium (Alben, Singles usw.), wieder.

## Auszeichnungen
| - Schweden - 1980: für das Album Dire Straits - Vereinigtes Königreich - 1982: für die Single Private Investigations - 2023: für die Single So Far Away - 2024: für die Single Tunnel of Love - 2025: für die Single Your Latest Trick - Argentinien - 1989: für das Album Brothers in Arms - Australien - 1993: für das Album On the Night - 2010: für das Album Alchemy: Dire Straits Live - 2010: für das Videoalbum Alchemy: Dire Straits Live - Brasilien - 1991: für das Album Dire Straits - 2015: für das Videoalbum Alchemy: Dire Straits Live - Dänemark - 2024: für die Single Romeo and Juliet - Deutschland - 1981: für das Album Making Movies - 1988: für das Album Alchemy: Dire Straits Live - 1999: für das Album Sultans of Swing – The Very Best of Dire Straits - 2023: für die Single Money for Nothing - 2023: für die Single Brothers in Arms - Finnland - 1988: für das Album Money for Nothing - 1989: für das Album Communiqué - Frankreich - 1981: für das Album Making Movies - 1984: für das Album Alchemy: Dire Straits Live - 1989: für das Videoalbum Brothers in Arms – The Videosingles - 2019: für das Videoalbum Alchemy: Dire Straits Live - Griechenland - 1980: für das Album Dire Straits - 2002: für das Album Sultans of Swing – The Very Best of Dire Straits - Italien - 2015: für das Album Sultans of Swing – The Very Best of Dire Straits - 2020: für das Album Love over Gold - 2021: für die Single Brothers in Arms - 2021: für die Single Tunnel of Love - 2021: für das Album Communiqué - Kanada - 1979: für die Single Sultans of Swing - 1985: für die Single Money for Nothing - 1986: für das Album Alchemy: Dire Straits Live - Neuseeland - 1983: für die EP Twisting by the Pool - 1993: für das Album On the Night - 2022: für die Single Tunnel of Love - 2023: für die Single Your Latest Trick - 2023: für die Single Lady Writer - 2023: für die Single Once Upon a Time in the West - 2023: für das Lied Down to the Waterline - 2023: für das Lied Wild West End - 2024: für die Single Water of Love - 2024: für das Lied Six Blade Knife - 2024: für die Single Telegraph Road - 2024: für die Single Private Investigations - Niederlande - 1980: für das Album Making Movies - 1998: für das Album Sultans of Swing – The Very Best of Dire Straits - Österreich - 1987: für das Album Dire Straits - 1987: für das Album Communiqué - 1993: für das Album On the Night - 1998: für das Album Sultans of Swing – The Very Best of Dire Straits - Portugal - 1989: für das Album Money for Nothing - 2010: für das Videoalbum Alchemy: Dire Straits Live - Schweden - 1980: für das Album Communiqué - 2002: für das Album Brothers in Arms - 2005: für das Album Private Investigations: The Best of Dire Straits & Mark Knopfler - Schweiz - 1993: für das Album On the Night - 1996: für das Album Making Movies - Spanien - 1981: für das Album Making Movies - 1983: für das Album Love over Gold - 1984: für das Album Alchemy: Dire Straits Live - 1996: für das Album Live at the BBC - 2024: für die Single Brothers in Arms - 2024: für die Single Lady Writer - 2024: für die Single So Far Away - Ungarn - 2001: für das Album Sultans of Swing – The Very Best of Dire Straits - Vereinigte Staaten - 1979: für das Album Communiqué - 1986: für das Album Love over Gold - 2001: für das Album Alchemy: Dire Straits Live - Vereinigtes Königreich - 2013: für das Videoalbum Sultans of Swing - 2015: für das Album On the Night - 2020: für das Videoalbum Alchemy: Dire Straits Live | - Argentinien - 1998: für das Album Sultans of Swing – The Very Best of Dire Straits - 2005: für das Videoalbum On the Night - 2005: für das Videoalbum Sultans of Swing (Re-Release) - Australien - 2010: für das Videoalbum On the Night - 2013: für das Album Private Investigations: The Best of Dire Straits & Mark Knopfler - Belgien - 1991: für das Album On Every Street - 1998: für das Album Sultans of Swing – The Very Best of Dire Straits - 2012: für das Album Private Investigations: The Best of Dire Straits & Mark Knopfler - Brasilien - 1991: für das Album Alchemy: Dire Straits Live - 1991: für das Album Money for Nothing - 2008: für das Videoalbum Sultans of Swing - 2024: für die Single Sultans of Swing - Dänemark - 1991: für das Album On Every Street - 2006: für das Album Private Investigations: The Best of Dire Straits & Mark Knopfler - 2021: für die Single Money for Nothing - 2022: für die Single Walk of Life - 2024: für die Single Brothers in Arms - 2024: für das Album Dire Straits - Deutschland - 1979: für das Album Dire Straits - 1979: für das Album Communiqué - 1985: für das Album Brothers in Arms - 1987: für das Album Love over Gold - 1989: für das Album Money for Nothing - 1991: für das Album On Every Street - 2023: für das Album Private Investigations: The Best of Dire Straits & Mark Knopfler - 2025: für die Single Sultans of Swing - Europa - 2007: für das Album Private Investigations: The Best of Dire Straits & Mark Knopfler - Finnland - 1982: für das Album Love over Gold - 1991: für das Album On Every Street - 1995: für das Album Making Movies - 1998: für das Album Sultans of Swing – The Very Best of Dire Straits - Frankreich - 1982: für das Album Dire Straits - 1984: für das Album Love over Gold - 1989: für das Videoalbum Alchemy: Dire Straits Live - 1993: für das Album On the Night - 1999: für das Album Sultans of Swing – The Very Best of Dire Straits - Hongkong - 1988: für das Album Brothers in Arms - 1990: für das Album Money for Nothing - Irland - 1991: für das Album On Every Street - Italien - 1987: für das Album Brothers in Arms - 1988: für das Album Money for Nothing - 2017: für das Album Private Investigations: The Best of Dire Straits & Mark Knopfler - 2019: für die Single Romeo and Juliet - 2021: für das Album Making Movies - 2021: für die Single Walk of Life - 2021: für die Single Money for Nothing - 2023: für das Album Dire Straits - Kanada - 1988: für die EP Twisting by the Pool - 1988: für das Album Money for Nothing - Neuseeland - 2009: für das Videoalbum On the Night - 2022: für die Single So Far Away - Niederlande - 1979: für das Album Communiqué - 1992: für das Album Alchemy: Dire Straits Live - 1993: für das Album On the Night - Norwegen - 1991: für das Album On Every Street - 1998: für das Album Sultans of Swing – The Very Best of Dire Straits - Österreich - 1987: für das Album Love over Gold - 1991: für das Album On Every Street - Polen - 2018: für das Album Private Investigations: The Best of Dire Straits & Mark Knopfler - 2023: für das Album Brothers in Arms - Portugal - 1991: für das Album On Every Street - 2006: für das Album Private Investigations: The Best of Dire Straits & Mark Knopfler - Schweden - 1998: für das Album Sultans of Swing – The Very Best of Dire Straits - Schweiz - 1998: für das Album Brothers in Arms (Phonogram) - 1999: für das Album Sultans of Swing – The Very Best of Dire Straits - Spanien - 1979: für das Album Communiqué - 1993: für das Album On the Night - 2005: für das Album Private Investigations: The Best of Dire Straits & Mark Knopfler - 2024: für die Single Money for Nothing - 2024: für die Single Romeo and Juliet - Vereinigte Staaten - 1991: für das Album On Every Street - 1994: für das Album Money for Nothing - 2001: für das Album Making Movies - Vereinigtes Königreich - 1985: für das Album Communiqué - 1985: für das Album Alchemy: Dire Straits Live - 2021: für die Single Romeo and Juliet - 2023: für die Single Brothers in Arms | - Australien - 1982: für das Album Love over Gold - 1992: für das Album On Every Street - Dänemark - 2025: für die Single Sultans of Swing - Europa - 1992: für das Album On Every Street - Finnland - 1997: für das Album Brothers in Arms - Frankreich - 1991: für das Album Communiqué - Griechenland - 2025: für die Single Sultans of Swing - Hongkong - 1991: für das Album On Every Street - Irland - 2005: für das Album Private Investigations: The Best of Dire Straits & Mark Knopfler - Italien - 1991: für das Album On Every Street - 2025: für das Album Brothers in Arms - Kanada - 1979: für das Album Communiqué - 1985: für das Album Love over Gold - 1989: für das Album Making Movies - 1991: für das Album On Every Street - Malaysia - 1991: für das Album On Every Street - Neuseeland - 1986: für das Album Alchemy: Dire Straits Live - 1992: für das Album On Every Street - 2006: für das Videoalbum Sultans of Swing - Niederlande - 1991: für das Album On Every Street - Portugal - 2013: für das Videoalbum On the Night - Schweden - 1992: für das Album On Every Street - Schweiz - 1991: für das Album Dire Straits - Spanien - 1989: für das Album Money for Nothing - 2024: für die Single Walk of Life - Südafrika - 1991: für das Album On Every Street - Vereinigte Staaten - 1987: für das Album Dire Straits - Vereinigtes Königreich - 1985: für das Album Making Movies - 1986: für das Album Love over Gold - 1986: für das Album Dire Straits - 1991: für das Album On Every Street - 2024: für die Single Walk of Life - 2025: für die Single Money for Nothing - Argentinien - 1998: für das Videoalbum Sultans of Swing - Australien - 1991: für das Album Money for Nothing - Brasilien - 1991: für das Album Brothers in Arms - Italien - 2023: für die Single Sultans of Swing - Neuseeland - 2024: für die Single Romeo and Juliet - 2025: für die Single Brothers in Arms - Niederlande - 1989: für das Album Money for Nothing - 1989: für das Album Love over Gold - Schweiz - 1991: für das Album Money for Nothing - 1992: für das Album Communiqué - Spanien - 1987: für das Album Brothers in Arms - Vereinigtes Königreich - 2025: für die Single Sultans of Swing - 2025: für das Album Sultans of Swing – The Very Best of Dire Straits - Belgien - 2022: für das Album Brothers in Arms - Europa - 2009: für das Album Sultans of Swing – The Very Best of Dire Straits - Kanada - 1985: für das Album Dire Straits - Neuseeland - 1986: für das Album Communiqué - 2024: für das Album Private Investigations: The Best of Dire Straits & Mark Knopfler - 2024: für die Single Money for Nothing - Niederlande - 1989: für das Album Dire Straits - Österreich - 1994: für das Album Brothers in Arms - Schweiz - 1992: für das Album On Every Street - Spanien - 1992: für das Album On Every Street - 1999: für das Album Sultans of Swing – The Very Best of Dire Straits - 2024: für die Single Sultans of Swing - Vereinigtes Königreich - 1989: für das Album Money for Nothing - 2023: für das Album Private Investigations: The Best of Dire Straits & Mark Knopfler - Australien - 2010: für das Videoalbum Sultans of Swing - Neuseeland - 1999: für das Album Sultans of Swing – The Very Best of Dire Straits - 2025: für die Single Walk of Life - Portugal - 2025: für die Single Sultans of Swing - Australien - 2015: für das Album Sultans of Swing – The Very Best of Dire Straits - Dänemark - 2022: für das Album Brothers in Arms - Schweiz - 1994: für das Album Brothers in Arms (Vertigo) - Neuseeland - 1986: für das Album Dire Straits - Neuseeland - 1989: für das Album Money for Nothing - 2025: für die Single Sultans of Swing - Neuseeland - 1986: für das Album Making Movies - 1986: für das Album Love over Gold - Vereinigte Staaten - 1996: für das Album Brothers in Arms - Vereinigtes Königreich - 2025: für das Album Brothers in Arms - Australien - 2009: für das Album Brothers in Arms - Neuseeland - 1986: für das Album Brothers in Arms - Frankreich - 1991: für das Album Money for Nothing - 1992: für das Album On Every Street - 1994: für das Album Brothers in Arms - Kanada - 1986: für das Album Brothers in Arms |

## Auszeichnungen nach Alben

### Dire Straits
| Land/Region                  | Auszeichnungen für Musikverkäufe (Land/Region, Auszeichnung, Verkäufe) | Verkäufe  |
| ---------------------------- | ---------------------------------------------------------------------- | --------- |
| Brasilien (PMB)              | Gold                                                                   | 150.000   |
| Dänemark (IFPI)              | Platin                                                                 | 20.000    |
| Deutschland (BVMI)           | Platin                                                                 | 500.000   |
| Frankreich (SNEP)            | Platin                                                                 | 400.000   |
| Griechenland (IFPI)          | Gold                                                                   | 50.000    |
| Italien (FIMI)               | Platin                                                                 | 50.000    |
| Kanada (MC)                  | 4× Platin                                                              | 400.000   |
| Neuseeland (RMNZ)            | 7× Platin                                                              | 140.000   |
| Niederlande (NVPI)           | 4× Platin                                                              | 407.633   |
| Österreich (IFPI)            | Gold                                                                   | 25.000    |
| Schweden (IFPI)              | Silber                                                                 | 25.000    |
| Schweiz (IFPI)               | 2× Platin                                                              | 100.000   |
| Vereinigte Staaten (RIAA)    | 2× Platin                                                              | 2.000.000 |
| Vereinigtes Königreich (BPI) | 2× Platin                                                              | 600.000   |
| Insgesamt                    | 1× Silber · 3× Gold · 25× Platin ·                                     | 4.842.633 |

### Communiqué
| Land/Region                  | Auszeichnungen für Musikverkäufe (Land/Region, Auszeichnung, Verkäufe) | Verkäufe  |
| ---------------------------- | ---------------------------------------------------------------------- | --------- |
| Brasilien (PMB)              | —                                                                      | 90.000    |
| Deutschland (BVMI)           | Platin                                                                 | 500.000   |
| Finnland (IFPI)              | Gold                                                                   | 25.000    |
| Frankreich (SNEP)            | 2× Platin                                                              | 600.000   |
| Italien (FIMI)               | Gold                                                                   | 25.000    |
| Kanada (MC)                  | 2× Platin                                                              | 200.000   |
| Neuseeland (RMNZ)            | 4× Platin                                                              | 80.000    |
| Niederlande (NVPI)           | Platin                                                                 | 217.080   |
| Österreich (IFPI)            | Gold                                                                   | 25.000    |
| Schweden (IFPI)              | Gold                                                                   | 50.000    |
| Schweiz (IFPI)               | 3× Platin                                                              | 150.000   |
| Spanien (Promusicae)         | Platin                                                                 | 100.000   |
| Vereinigte Staaten (RIAA)    | Gold                                                                   | 500.000   |
| Vereinigtes Königreich (BPI) | Platin                                                                 | 300.000   |
| Insgesamt                    | 5× Gold · 15× Platin ·                                                 | 2.562.080 |

### Making Movies
| Land/Region                  | Auszeichnungen für Musikverkäufe (Land/Region, Auszeichnung, Verkäufe) | Verkäufe  |
| ---------------------------- | ---------------------------------------------------------------------- | --------- |
| Australien (ARIA)            | —                                                                      | 125.000   |
| Brasilien (PMB)              | —                                                                      | 65.000    |
| Deutschland (BVMI)           | Gold                                                                   | 250.000   |
| Finnland (IFPI)              | Platin                                                                 | 53.858    |
| Frankreich (SNEP)            | Gold                                                                   | 100.000   |
| Italien (FIMI)               | Platin                                                                 | 50.000    |
| Kanada (MC)                  | 2× Platin                                                              | 200.000   |
| Neuseeland (RMNZ)            | 9× Platin                                                              | 180.000   |
| Niederlande (NVPI)           | Gold                                                                   | 183.881   |
| Schweiz (IFPI)               | Gold                                                                   | 25.000    |
| Spanien (Promusicae)         | Gold                                                                   | 50.000    |
| Vereinigte Staaten (RIAA)    | Platin                                                                 | 1.000.000 |
| Vereinigtes Königreich (BPI) | 2× Platin                                                              | 600.000   |
| Insgesamt                    | 5× Gold · 16× Platin ·                                                 | 2.907.739 |

### Love over Gold
| Land/Region                  | Auszeichnungen für Musikverkäufe (Land/Region, Auszeichnung, Verkäufe) | Verkäufe  |
| ---------------------------- | ---------------------------------------------------------------------- | --------- |
| Australien (ARIA)            | 2× Platin                                                              | 100.000   |
| Brasilien (PMB)              | —                                                                      | 60.000    |
| Deutschland (BVMI)           | Platin                                                                 | 500.000   |
| Finnland (IFPI)              | Platin                                                                 | 64.912    |
| Frankreich (SNEP)            | Platin                                                                 | 400.000   |
| Italien (FIMI)               | Gold                                                                   | 25.000    |
| Kanada (MC)                  | 2× Platin                                                              | 200.000   |
| Neuseeland (RMNZ)            | 9× Platin                                                              | 180.000   |
| Niederlande (NVPI)           | 3× Platin                                                              | 364.501   |
| Österreich (IFPI)            | Platin                                                                 | 50.000    |
| Spanien (Promusicae)         | Gold                                                                   | 50.000    |
| Vereinigte Staaten (RIAA)    | Gold                                                                   | 500.000   |
| Vereinigtes Königreich (BPI) | 2× Platin                                                              | 600.000   |
| Insgesamt                    | 3× Gold · 22× Platin ·                                                 | 3.094.413 |

### Alchemy: Dire Straits Live
| Land/Region                  | Auszeichnungen für Musikverkäufe (Land/Region, Auszeichnung, Verkäufe) | Verkäufe  |
| ---------------------------- | ---------------------------------------------------------------------- | --------- |
| Australien (ARIA)            | Gold                                                                   | 35.000    |
| Brasilien (PMB)              | Platin                                                                 | 250.000   |
| Deutschland (BVMI)           | Gold                                                                   | 250.000   |
| Frankreich (SNEP)            | Gold                                                                   | 100.000   |
| Kanada (MC)                  | Gold                                                                   | 50.000    |
| Neuseeland (RMNZ)            | 2× Platin                                                              | 40.000    |
| Niederlande (NVPI)           | Platin                                                                 | 178.231   |
| Spanien (Promusicae)         | Gold                                                                   | 50.000    |
| Vereinigte Staaten (RIAA)    | Gold                                                                   | 500.000   |
| Vereinigtes Königreich (BPI) | Platin                                                                 | 300.000   |
| Insgesamt                    | 6× Gold · 5× Platin ·                                                  | 1.753.231 |

### Brothers in Arms
| Land/Region                  | Auszeichnungen für Musikverkäufe (Land/Region, Auszeichnung, Verkäufe) | Verkäufe    |
| ---------------------------- | ---------------------------------------------------------------------- | ----------- |
| Argentinien (CAPIF)          | Gold                                                                   | 30.000      |
| Australien (ARIA)            | 17× Platin                                                             | 1.240.000   |
| Belgien (BRMA)               | 4× Platin                                                              | (200.000)   |
| Brasilien (PMB)              | 3× Platin                                                              | 750.000     |
| Dänemark (IFPI)              | 6× Platin                                                              | (120.000)   |
| Deutschland (BVMI)           | Platin                                                                 | (1.000.000) |
| Europa (IFPI)                | —                                                                      | 14.000.000  |
| Finnland (IFPI)              | 2× Platin                                                              | (116.784)   |
| Frankreich (SNEP)            | Diamant                                                                | (1.000.000) |
| Hongkong (IFPI/HKRIA)        | Platin                                                                 | 20.000      |
| Italien (FIMI)               | Platin (1987) · + 2× Platin (2025)                                     | (300.000)   |
| Kanada (MC)                  | Diamant                                                                | 1.000.000   |
| Neuseeland (RMNZ)            | 24× Platin                                                             | 480.000     |
| Niederlande (NVPI)           | —                                                                      | (470.387)   |
| Österreich (IFPI)            | 4× Platin                                                              | (200.000)   |
| Polen (ZPAV)                 | Platin                                                                 | (20.000)    |
| Schweden (IFPI)              | Gold                                                                   | (50.000)    |
| Schweiz (IFPI)               | 6× Platin (Vertigo) · + Platin (Phonogram)                             | (350.000)   |
| Spanien (Promusicae)         | 3× Platin                                                              | (300.000)   |
| Vereinigte Staaten (RIAA)    | 9× Platin                                                              | 9.000.000   |
| Vereinigtes Königreich (BPI) | 15× Platin                                                             | (4.500.000) |
| Insgesamt                    | 2× Gold · 100× Platin · 2× Diamant ·                                   | 26.570.000  |

### Money for Nothing
| Land/Region                  | Auszeichnungen für Musikverkäufe (Land/Region, Auszeichnung, Verkäufe) | Verkäufe  |
| ---------------------------- | ---------------------------------------------------------------------- | --------- |
| Australien (ARIA)            | 3× Platin                                                              | 210.000   |
| Brasilien (PMB)              | Platin                                                                 | 400.000   |
| Deutschland (BVMI)           | Platin                                                                 | 700.000   |
| Finnland (IFPI)              | Gold                                                                   | 77.842    |
| Frankreich (SNEP)            | Diamant                                                                | 1.000.000 |
| Hongkong (IFPI/HKRIA)        | Platin                                                                 | 20.000    |
| Italien (FIMI)               | Platin                                                                 | 500.000   |
| Kanada (MC)                  | Platin                                                                 | 100.000   |
| Neuseeland (RMNZ)            | 8× Platin                                                              | 160.000   |
| Niederlande (NVPI)           | 3× Platin                                                              | 318.563   |
| Portugal (AFP)               | Gold                                                                   | 20.000    |
| Schweiz (IFPI)               | 3× Platin                                                              | 150.000   |
| Singapur (RIAS)              | —                                                                      | 10.000    |
| Spanien (Promusicae)         | 2× Platin                                                              | 200.000   |
| Vereinigte Staaten (RIAA)    | Platin                                                                 | 1.000.000 |
| Vereinigtes Königreich (BPI) | 4× Platin                                                              | 1.200.000 |
| Insgesamt                    | 2× Gold · 30× Platin · 1× Diamant ·                                    | 6.066.405 |

### On Every Street
| Land/Region                  | Auszeichnungen für Musikverkäufe (Land/Region, Auszeichnung, Verkäufe) | Verkäufe    |
| ---------------------------- | ---------------------------------------------------------------------- | ----------- |
| Australien (ARIA)            | 2× Platin                                                              | 140.000     |
| Belgien (BRMA)               | Platin                                                                 | 50.000      |
| Dänemark (IFPI)              | Platin                                                                 | 80.000      |
| Deutschland (BVMI)           | Platin                                                                 | 500.000     |
| Europa (IFPI)                | 2× Platin                                                              | (2.000.000) |
| Finnland (IFPI)              | Platin                                                                 | 90.664      |
| Frankreich (SNEP)            | Diamant                                                                | 1.000.000   |
| Hongkong (IFPI/HKRIA)        | 2× Platin                                                              | 40.000      |
| Irland (IRMA)                | Platin                                                                 | 15.000      |
| Italien (FIMI)               | 2× Platin                                                              | 200.000     |
| Kanada (MC)                  | 2× Platin                                                              | 200.000     |
| Malaysia (RIM)               | 2× Platin                                                              | 100.000     |
| Neuseeland (RMNZ)            | 2× Platin                                                              | 30.000      |
| Niederlande (NVPI)           | 2× Platin                                                              | 200.000     |
| Norwegen (IFPI)              | Platin                                                                 | 100.000     |
| Österreich (IFPI)            | Platin                                                                 | 50.000      |
| Portugal (AFP)               | Platin                                                                 | 40.000      |
| Schweden (IFPI)              | 2× Platin                                                              | 200.000     |
| Schweiz (IFPI)               | 4× Platin                                                              | 200.000     |
| Spanien (Promusicae)         | 4× Platin                                                              | 400.000     |
| Südafrika (RISA)             | 2× Platin                                                              | 100.000     |
| Vereinigte Staaten (RIAA)    | Platin                                                                 | 1.000.000   |
| Vereinigtes Königreich (BPI) | 2× Platin                                                              | 600.000     |
| Insgesamt                    | 38× Platin · 1× Diamant ·                                              | 5.265.664   |

### On the Night
| Land/Region                  | Auszeichnungen für Musikverkäufe (Land/Region, Auszeichnung, Verkäufe) | Verkäufe |
| ---------------------------- | ---------------------------------------------------------------------- | -------- |
| Australien (ARIA)            | Gold                                                                   | 35.000   |
| Frankreich (SNEP)            | Platin                                                                 | 300.000  |
| Neuseeland (RMNZ)            | Gold                                                                   | 7.500    |
| Niederlande (NVPI)           | Platin                                                                 | 100.000  |
| Österreich (IFPI)            | Gold                                                                   | 25.000   |
| Schweiz (IFPI)               | Gold                                                                   | 25.000   |
| Spanien (Promusicae)         | Platin                                                                 | 100.000  |
| Vereinigtes Königreich (BPI) | Gold                                                                   | 100.000  |
| Insgesamt                    | 5× Gold · 3× Platin ·                                                  | 702.500  |

### Live at the BBC
| Land/Region          | Auszeichnungen für Musikverkäufe (Land/Region, Auszeichnung, Verkäufe) | Verkäufe |
| -------------------- | ---------------------------------------------------------------------- | -------- |
| Spanien (Promusicae) | Gold                                                                   | 50.000   |
| Insgesamt            | 1× Gold ·                                                              | 50.000   |

### Sultans of Swing – The Very Best of Dire Straits
| Land/Region                  | Auszeichnungen für Musikverkäufe (Land/Region, Auszeichnung, Verkäufe) | Verkäufe  |
| ---------------------------- | ---------------------------------------------------------------------- | --------- |
| Argentinien (CAPIF)          | Platin                                                                 | 60.000    |
| Australien (ARIA)            | 6× Platin                                                              | 420.000   |
| Belgien (BRMA)               | Platin                                                                 | (50.000)  |
| Deutschland (BVMI)           | Gold                                                                   | (250.000) |
| Europa (IFPI)                | 4× Platin                                                              | 4.000.000 |
| Finnland (IFPI)              | Platin                                                                 | (42.743)  |
| Frankreich (SNEP)            | Platin                                                                 | (300.000) |
| Griechenland (IFPI)          | Gold                                                                   | (15.000)  |
| Italien (FIMI)               | Gold                                                                   | (25.000)  |
| Neuseeland (RMNZ)            | 5× Platin                                                              | 75.000    |
| Niederlande (NVPI)           | Gold                                                                   | (50.000)  |
| Norwegen (IFPI)              | Platin                                                                 | (50.000)  |
| Österreich (IFPI)            | Gold                                                                   | (25.000)  |
| Schweden (IFPI)              | Platin                                                                 | (80.000)  |
| Schweiz (IFPI)               | Platin                                                                 | (50.000)  |
| Spanien (Promusicae)         | 2× Platin                                                              | (200.000) |
| Ungarn (MAHASZ)              | Gold                                                                   | (25.000)  |
| Vereinigtes Königreich (BPI) | 3× Platin                                                              | (900.000) |
| Insgesamt                    | 6× Gold · 29× Platin ·                                                 | 4.555.000 |

### Private Investigations: The Best of Dire Straits & Mark Knopfler
| Land/Region                  | Auszeichnungen für Musikverkäufe (Land/Region, Auszeichnung, Verkäufe) | Verkäufe    |
| ---------------------------- | ---------------------------------------------------------------------- | ----------- |
| Australien (ARIA)            | Platin                                                                 | 70.000      |
| Belgien (BRMA)               | Platin                                                                 | 50.000      |
| Dänemark (IFPI)              | Platin                                                                 | 40.000      |
| Deutschland (BVMI)           | Platin                                                                 | 200.000     |
| Europa (IFPI)                | Platin                                                                 | (1.000.000) |
| Irland (IRMA)                | 2× Platin                                                              | 30.000      |
| Italien (FIMI)               | Platin                                                                 | 50.000      |
| Neuseeland (RMNZ)            | 4× Platin                                                              | 60.000      |
| Polen (ZPAV)                 | Platin                                                                 | 20.000      |
| Portugal (AFP)               | Platin                                                                 | 20.000      |
| Schweden (IFPI)              | Gold                                                                   | 30.000      |
| Spanien (Promusicae)         | Platin                                                                 | 80.000      |
| Vereinigtes Königreich (BPI) | 4× Platin                                                              | 1.200.000   |
| Insgesamt                    | 1× Gold · 19× Platin ·                                                 | 1.650.000   |

## Auszeichnungen nach EPs

### Twisting by the Pool
| Land/Region       | Auszeichnungen für Musikverkäufe (Land/Region, Auszeichnung, Verkäufe) | Verkäufe |
| ----------------- | ---------------------------------------------------------------------- | -------- |
| Kanada (MC)       | Gold                                                                   | 50.000   |
| Neuseeland (RMNZ) | Gold                                                                   | 10.000   |
| Insgesamt         | 2× Gold ·                                                              | 60.000   |

## Auszeichnungen nach Singles

### Sultans of Swing
| Land/Region                  | Auszeichnungen für Musikverkäufe (Land/Region, Auszeichnung, Verkäufe) | Verkäufe  |
| ---------------------------- | ---------------------------------------------------------------------- | --------- |
| Brasilien (PMB)              | Platin                                                                 | 60.000    |
| Dänemark (IFPI)              | 2× Platin                                                              | 180.000   |
| Deutschland (BVMI)           | Platin                                                                 | 600.000   |
| Griechenland (IFPI)          | 2× Platin                                                              | 40.000    |
| Italien (FIMI)               | 3× Platin                                                              | 300.000   |
| Kanada (MC)                  | Gold                                                                   | 75.000    |
| Neuseeland (RMNZ)            | 8× Platin                                                              | 240.000   |
| Portugal (AFP)               | 5× Platin                                                              | 50.000    |
| Spanien (Promusicae)         | 4× Platin                                                              | 240.000   |
| Vereinigtes Königreich (BPI) | 3× Platin                                                              | 1.800.000 |
| Insgesamt                    | 1× Gold · 29× Platin ·                                                 | 3.585.000 |

### Water of Love
| Land/Region       | Auszeichnungen für Musikverkäufe (Land/Region, Auszeichnung, Verkäufe) | Verkäufe |
| ----------------- | ---------------------------------------------------------------------- | -------- |
| Neuseeland (RMNZ) | Gold                                                                   | 15.000   |
| Insgesamt         | 1× Gold ·                                                              | 15.000   |

### Lady Writer
| Land/Region          | Auszeichnungen für Musikverkäufe (Land/Region, Auszeichnung, Verkäufe) | Verkäufe |
| -------------------- | ---------------------------------------------------------------------- | -------- |
| Neuseeland (RMNZ)    | Gold                                                                   | 15.000   |
| Spanien (Promusicae) | Gold                                                                   | 30.000   |
| Insgesamt            | 2× Gold ·                                                              | 45.000   |

### Once Upon a Time in the West
| Land/Region       | Auszeichnungen für Musikverkäufe (Land/Region, Auszeichnung, Verkäufe) | Verkäufe |
| ----------------- | ---------------------------------------------------------------------- | -------- |
| Neuseeland (RMNZ) | Gold                                                                   | 15.000   |
| Insgesamt         | 1× Gold ·                                                              | 15.000   |

### Romeo and Juliet
| Land/Region                  | Auszeichnungen für Musikverkäufe (Land/Region, Auszeichnung, Verkäufe) | Verkäufe |
| ---------------------------- | ---------------------------------------------------------------------- | -------- |
| Dänemark (IFPI)              | Gold                                                                   | 45.000   |
| Italien (FIMI)               | Platin                                                                 | 50.000   |
| Neuseeland (RMNZ)            | 3× Platin                                                              | 90.000   |
| Spanien (Promusicae)         | Platin                                                                 | 60.000   |
| Vereinigtes Königreich (BPI) | Platin                                                                 | 600.000  |
| Insgesamt                    | 1× Gold · 6× Platin ·                                                  | 845.000  |

### Tunnel of Love
| Land/Region                  | Auszeichnungen für Musikverkäufe (Land/Region, Auszeichnung, Verkäufe) | Verkäufe |
| ---------------------------- | ---------------------------------------------------------------------- | -------- |
| Italien (FIMI)               | Gold                                                                   | 35.000   |
| Neuseeland (RMNZ)            | Gold                                                                   | 15.000   |
| Vereinigtes Königreich (BPI) | Silber                                                                 | 200.000  |
| Insgesamt                    | 1× Silber · 2× Gold ·                                                  | 250.000  |

### Private Investigations
| Land/Region                  | Auszeichnungen für Musikverkäufe (Land/Region, Auszeichnung, Verkäufe) | Verkäufe |
| ---------------------------- | ---------------------------------------------------------------------- | -------- |
| Neuseeland (RMNZ)            | Gold                                                                   | 15.000   |
| Vereinigtes Königreich (BPI) | Silber                                                                 | 250.000  |
| Insgesamt                    | 1× Silber ·                                                            | 275.000  |

### Telegraph Road
| Land/Region       | Auszeichnungen für Musikverkäufe (Land/Region, Auszeichnung, Verkäufe) | Verkäufe |
| ----------------- | ---------------------------------------------------------------------- | -------- |
| Neuseeland (RMNZ) | Gold                                                                   | 15.000   |
| Insgesamt         | 1× Gold ·                                                              | 15.000   |

### So Far Away
| Land/Region                  | Auszeichnungen für Musikverkäufe (Land/Region, Auszeichnung, Verkäufe) | Verkäufe |
| ---------------------------- | ---------------------------------------------------------------------- | -------- |
| Neuseeland (RMNZ)            | Platin                                                                 | 30.000   |
| Spanien (Promusicae)         | Gold                                                                   | 30.000   |
| Vereinigtes Königreich (BPI) | Silber                                                                 | 200.000  |
| Insgesamt                    | 1× Silber · 1× Gold · 1× Platin ·                                      | 260.000  |

### Walk of Life
| Land/Region                  | Auszeichnungen für Musikverkäufe (Land/Region, Auszeichnung, Verkäufe) | Verkäufe  |
| ---------------------------- | ---------------------------------------------------------------------- | --------- |
| Dänemark (IFPI)              | Platin                                                                 | 90.000    |
| Italien (FIMI)               | Platin                                                                 | 70.000    |
| Neuseeland (RMNZ)            | 5× Platin                                                              | 150.000   |
| Spanien (Promusicae)         | 2× Platin                                                              | 120.000   |
| Vereinigtes Königreich (BPI) | 2× Platin                                                              | 1.200.000 |
| Insgesamt                    | 11× Platin ·                                                           | 1.630.000 |

### Money for Nothing
| Land/Region                  | Auszeichnungen für Musikverkäufe (Land/Region, Auszeichnung, Verkäufe) | Verkäufe  |
| ---------------------------- | ---------------------------------------------------------------------- | --------- |
| Dänemark (IFPI)              | Platin                                                                 | 90.000    |
| Deutschland (BVMI)           | Gold                                                                   | 250.000   |
| Italien (FIMI)               | Platin                                                                 | 70.000    |
| Kanada (MC)                  | Gold                                                                   | 50.000    |
| Neuseeland (RMNZ)            | 4× Platin                                                              | 120.000   |
| Spanien (Promusicae)         | Platin                                                                 | 60.000    |
| Vereinigtes Königreich (BPI) | 2× Platin                                                              | 1.200.000 |
| Insgesamt                    | 2× Gold · 9× Platin ·                                                  | 1.840.000 |

### Brothers in Arms
| Land/Region                  | Auszeichnungen für Musikverkäufe (Land/Region, Auszeichnung, Verkäufe) | Verkäufe  |
| ---------------------------- | ---------------------------------------------------------------------- | --------- |
| Dänemark (IFPI)              | Platin                                                                 | 90.000    |
| Deutschland (BVMI)           | Gold                                                                   | 250.000   |
| Italien (FIMI)               | Gold                                                                   | 35.000    |
| Neuseeland (RMNZ)            | 3× Platin                                                              | 90.000    |
| Spanien (Promusicae)         | Gold                                                                   | 30.000    |
| Vereinigtes Königreich (BPI) | Platin                                                                 | 600.000   |
| Insgesamt                    | 3× Gold · 5× Platin ·                                                  | 1.095.000 |

### Your Latest Trick
| Land/Region                  | Auszeichnungen für Musikverkäufe (Land/Region, Auszeichnung, Verkäufe) | Verkäufe |
| ---------------------------- | ---------------------------------------------------------------------- | -------- |
| Neuseeland (RMNZ)            | Gold                                                                   | 15.000   |
| Vereinigtes Königreich (BPI) | Silber                                                                 | 200.000  |
| Insgesamt                    | 1× Silber · 1× Gold ·                                                  | 215.000  |

## Auszeichnungen nach Liedern

### Six Blade Knife
| Land/Region       | Auszeichnungen für Musikverkäufe (Land/Region, Auszeichnung, Verkäufe) | Verkäufe |
| ----------------- | ---------------------------------------------------------------------- | -------- |
| Neuseeland (RMNZ) | Gold                                                                   | 15.000   |
| Insgesamt         | 1× Gold ·                                                              | 15.000   |

### Wild West End
| Land/Region       | Auszeichnungen für Musikverkäufe (Land/Region, Auszeichnung, Verkäufe) | Verkäufe |
| ----------------- | ---------------------------------------------------------------------- | -------- |
| Neuseeland (RMNZ) | Gold                                                                   | 15.000   |
| Insgesamt         | 1× Gold ·                                                              | 15.000   |

### Down to the Waterline
| Land/Region       | Auszeichnungen für Musikverkäufe (Land/Region, Auszeichnung, Verkäufe) | Verkäufe |
| ----------------- | ---------------------------------------------------------------------- | -------- |
| Neuseeland (RMNZ) | Gold                                                                   | 15.000   |
| Insgesamt         | 1× Gold ·                                                              | 15.000   |

## Auszeichnungen nach Videoalben

### Alchemy: Dire Straits Live
| Land/Region                  | Auszeichnungen für Musikverkäufe (Land/Region, Auszeichnung, Verkäufe) | Verkäufe |
| ---------------------------- | ---------------------------------------------------------------------- | -------- |
| Australien (ARIA)            | Gold                                                                   | 7.500    |
| Brasilien (PMB)              | Gold                                                                   | 15.000   |
| Frankreich (SNEP)            | Platin (VHS) · + Gold (DVD)                                            | 25.000   |
| Portugal (AFP)               | Gold                                                                   | 4.000    |
| Vereinigtes Königreich (BPI) | Gold                                                                   | 25.000   |
| Insgesamt                    | 5× Gold · 1× Platin ·                                                  | 76.500   |

### Brothers in Arms – The Videosingles
| Land/Region       | Auszeichnungen für Musikverkäufe (Land/Region, Auszeichnung, Verkäufe) | Verkäufe |
| ----------------- | ---------------------------------------------------------------------- | -------- |
| Frankreich (SNEP) | Gold                                                                   | 10.000   |
| Insgesamt         | 1× Gold ·                                                              | 10.000   |

### Sultans of Swing
| Land/Region                  | Auszeichnungen für Musikverkäufe (Land/Region, Auszeichnung, Verkäufe) | Verkäufe |
| ---------------------------- | ---------------------------------------------------------------------- | -------- |
| Argentinien (CAPIF)          | 3× Platin (Original) · + Platin (Re-Release)                           | 32.000   |
| Australien (ARIA)            | 5× Platin                                                              | 75.000   |
| Brasilien (PMB)              | Platin                                                                 | 30.000   |
| Neuseeland (RMNZ)            | 2× Platin                                                              | 10.000   |
| Vereinigtes Königreich (BPI) | Gold                                                                   | 25.000   |
| Insgesamt                    | 1× Gold · 12× Platin ·                                                 | 172.000  |

### On the Night
| Land/Region         | Auszeichnungen für Musikverkäufe (Land/Region, Auszeichnung, Verkäufe) | Verkäufe |
| ------------------- | ---------------------------------------------------------------------- | -------- |
| Argentinien (CAPIF) | Platin                                                                 | 8.000    |
| Australien (ARIA)   | Platin                                                                 | 15.000   |
| Frankreich (SNEP)   | —                                                                      | 2.700    |
| Neuseeland (RMNZ)   | Platin                                                                 | 5.000    |
| Portugal (AFP)      | 2× Platin                                                              | 16.000   |
| Insgesamt           | 5× Platin ·                                                            | 46.700   |

## Statistik und Quellen
| Land/RegionAuszeichnungen für Musikverkäufe (Land/Region, Auszeichnungen, Verkäufe, Quellen) | Silber     | Gold       | Platin         | Diamant     | Verkäufe     | Quellen |
| -------------------------------------------------------------------------------------------- | ---------- | ---------- | -------------- | ----------- | ------------ | --- |
| Argentinien (CAPIF)                                                                          | —          | Gold1      | 6× Platin6     | —           | 130.000      | capif.org.ar (Memento vom 6. Juli 2011 im Internet Archive)AR2 (Memento vom 31. Mai 2011 im Internet Archive) |
| Australien (ARIA)                                                                            | —          | 3× Gold3   | 37× Platin37   | —           | 2.542.500    | aria.com.au                                                                                                   |
| Belgien (BRMA)                                                                               | —          | —          | 7× Platin7     | —           | 325.000      | ultratop.be                                                                                                   |
| Brasilien (PMB)                                                                              | —          | 2× Gold2   | 7× Platin7     | —           | 1.870.000    | pro-musicabr.org.br                                                                                           |
| Dänemark (IFPI)                                                                              | —          | Gold1      | 14× Platin14   | —           | 755.000      | ifpi.dk hitlisten.nu                                                                                          |
| Deutschland (BVMI)                                                                           | —          | 5× Gold5   | 8× Platin8     | —           | 5.750.000    | musikindustrie.de                                                                                             |
| Europa (IFPI)                                                                                | —          | —          | 7× Platin7     | —           | (21.000.000) | ifpi.org (Memento vom 1. Januar 2014 im Internet Archive)                                                     |
| Finnland (IFPI)                                                                              | —          | 2× Gold2   | 6× Platin6     | —           | 471.803      | ifpi.fi |
| Frankreich (SNEP)                                                                            | —          | 4× Gold4   | 7× Platin7     | 3× Diamant3 | 5.237.700    | infodisc.fr snepmusique.com                                                                                   |
| Griechenland (IFPI)                                                                          | —          | 2× Gold2   | 2× Platin2     | —           | 105.000      | Einzelnachweise                                                                                               |
| Hongkong (IFPI/HKRIA)                                                                        | —          | —          | 4× Platin4     | —           | 80.000       | ifpihk.org |
| Irland (IRMA)                                                                                | —          | —          | 3× Platin3     | —           | 45.000       | irishcharts.ie                                                                                                |
| Italien (FIMI)                                                                               | —          | 5× Gold5   | 15× Platin15   | —           | 1.655.000    | fimi.it |
| Kanada (MC)                                                                                  | —          | 3× Gold3   | 14× Platin14   | Diamant1    | 2.475.000    | musiccanada.com                                                                                               |
| Malaysia (RIM)                                                                               | —          | —          | 2× Platin2     | —           | 100.000      | Einzelnachweise                                                                                               |
| Neuseeland (RMNZ)                                                                            | —          | 12× Gold12 | 101× Platin101 | —           | 2.327.500    | aotearoamusiccharts.co.nz NZ2 (Memento vom 28. Juli 2011 im Internet Archive) NZ3                             |
| Niederlande (NVPI)                                                                           | —          | 2× Gold2   | 15× Platin15   | —           | 2.490.276    | nvpi.nl |
| Norwegen (IFPI)                                                                              | —          | —          | 2× Platin2     | —           | 150.000      | ifpi.no (Memento vom 5. November 2012 im Internet Archive)                                                    |
| Österreich (IFPI)                                                                            | —          | 4× Gold4   | 6× Platin6     | —           | 375.000      | ifpi.at |
| Polen (ZPAV)                                                                                 | —          | —          | 2× Platin2     | —           | 40.000       | olis.pl |
| Portugal (AFP)                                                                               | —          | 2× Gold2   | 9× Platin9     | —           | 150.000      | Einzelnachweise                                                                                               |
| Schweden (IFPI)                                                                              | Silber1    | 3× Gold3   | 3× Platin3     | —           | 435.000      | sverigetopplistan.se                                                                                          |
| Schweiz (IFPI)                                                                               | —          | 2× Gold2   | 20× Platin20   | —           | 1.050.000    | hitparade.ch                                                                                                  |
| Spanien (Promusicae)                                                                         | —          | 7× Gold7   | 24× Platin24   | —           | 2.150.000    | elportaldemusica.es ES2 ES3 ES4                                                                               |
| Singapur (RIAS)                                                                              | —          | —          | —              | —           | 10.000       | Einzelnachweise                                                                                               |
| Südafrika (RISA)                                                                             | —          | —          | 2× Platin2     | —           | 100.000      | Einzelnachweise                                                                                               |
| Ungarn (MAHASZ)                                                                              | —          | Gold1      | —              | —           | 25.000       | slagerlistak.hu                                                                                               |
| Vereinigte Staaten (RIAA)                                                                    | —          | 3× Gold3   | 14× Platin14   | —           | 15.500.000   | riaa.com |
| Vereinigtes Königreich (BPI)                                                                 | 4× Silber4 | 3× Gold3   | 45× Platin45   | —           | 17.250.000   | bpi.co.uk |
| Insgesamt                                                                                    | 5× Silber5 | 67× Gold67 | 382× Platin382 | 4× Diamant4 |              | |